# Lipa przy Drodze Objazdowej
Lipa przy Drodze Objazdowej – lipa o rozmiarach pomnikowych rosnąca w Białowieskim Parku Narodowym, przy drodze objazdowej; jedna z najpotężniejszych lip Puszczy Białowieskiej.
Obwód pnia na wysokości 130 cm od postawy wyniósł w 2011 roku 585 cm, a wysokość drzewa – 32,5 metrów. Wysokość kolumny pnia do pierwszej gałęzi wynosi 17-18, a całkowita wysokość kolumny pnia wynosi 23-24 metrów. Obwód pnia od lat 50. XX w. wzrósł o około 70 centymetrów. Według pomiarów Tomasza Niechody w 2007 roku obwód pnia na wysokości 130 cm od postawy wynosił 580 cm, a wysokość drzewa zmierzona dalmierzem laserowym wynosiła 32 metry. Dawniej przez szereg lat podawano, że lipa ma 43 metry. 
Wiek drzewa szacowany jest na 250-300 lat; jego korona jest rozłożysta, u podstawy pień pokryty jest licznymi naroślami.
Drzewo zostało sfotografowane przez Hereźniaka, a fotografia opublikowana w książce Falińskiego „Zielone grądy i czarne bory Białowieży”. Przy fotografii podano, że jest to "najpotężniejsza lipa o wysokości 43 m i średnicy 166 cm w wieku 300 lat, rośnie w Parku Narodowym".
Żywotność drzewa jest dobra jak na jego wiek. W roku 2010 drzewo utraciło jeden ze swoich głównych konarów.